# 구루 구루

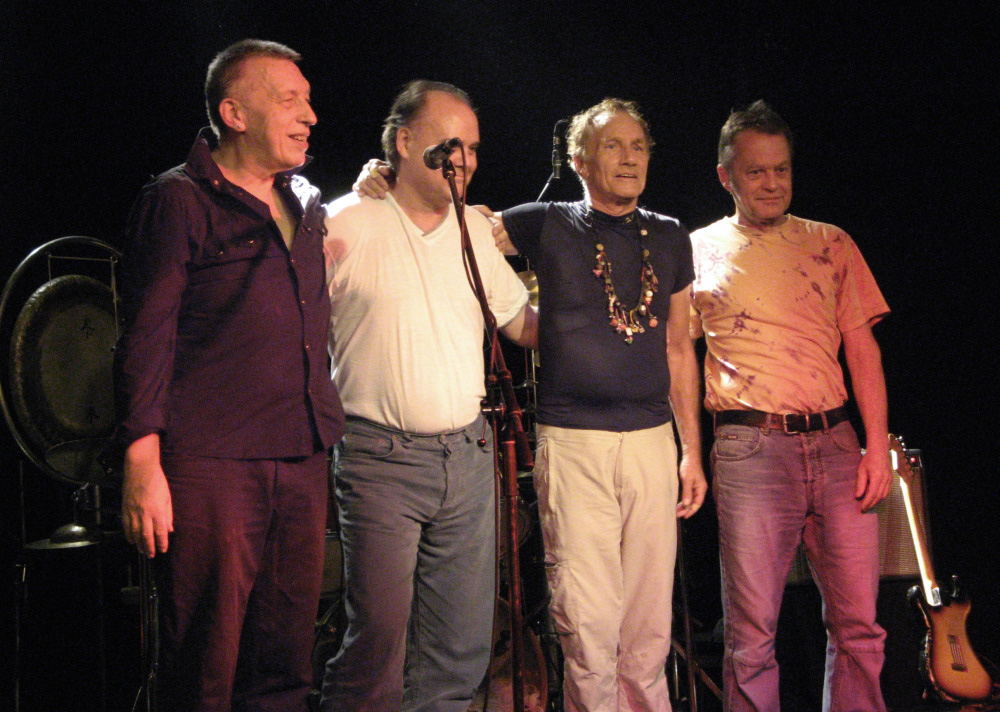

구루 구루는 1968년 결성된 독일 크라우트록 밴드이다.

## 개요
구루구루는 원래 구루 구루 그루브라는 이름으로 결성되었으며 결성 당시는 드러머 마니 노이마이어와 베이스 울리 트렙테가 주축이었다. 마니와 울리는 스위스의 피아니스트 이레네 슈바이쩌 트리오에서 함께 연주했던 사이였다. 그들은 의기투합해 실험적 스페이스 록을 연주하기로 했다. 물론 밴드는 사이키델릭 록에서 큰 영향을 받았으며 지미 헨드릭스, 프랭크 자파, 아서 브라운, 롤링 스톤스, 핑크 플로이드 등의 냄새가 짙게 묻어있다. 구루구루는 아몬 뒬, 캔 (밴드), 쏠 카라반 등과 친하게 지냈으며 크라안 클러스터 등과도 함께했다.
69년 아지테이션 프리의 기타리스트였던 악스 겐리히가 가입해서 강력한 3인조를 이뤘고 잡지에서는 지미 헨드릭스 익스피리언스나 크림 (밴드)에 비교하곤 했다. 1집 UFO(1970)는 강력한 기계음을 담은 싸이키델릭이었다.
콘라드 플랑크가 프로듀스한 2집 Hinten은 1집보다는 좀 더 듣기편한 스페이스 싸이키델릭 재즈록이 되었다.
60년대말 70년대 초 구루구루의 라이브는 좌파적이었다. 그들은 사회주의 독일 학생 조합과 함께 공연을 만들거나 연주중에 정치적인 글을 읽는다거나 종종 교도소에서 연주하기도 했다. 그들의 공연은 전위적, 무정부주의적이었고 환각제 를 실험하기도 했다. 심지어 LSD 행진이라는 제목의 곡도 있다. 마니는 매년 진행하던 크라우트록 페스티벌은 핀켄바흐(Finkenbach)의 주요 조직자이기도 했다.

## 음반 목록

### Ohr / Brain / Atlantic
- 1970 UFO
- 1971 Hinten
- 1972 Känguru
- 1973 Guru Guru
- 1973 Don't Call Us, We Call You
- 1974 Dance of the Flames
- 1974 Der Elektrolurch (2 LP)
- 1975 Mani und seine Freunde
- 1976 Tango Fango
- 1977 Globetrotter
- 1978 Live (2 LP)
- 1979 Hey du'

### 인디 레이블
- 1981 Mani in Germani
- 1983 Mani Neumeiers neue Abenteuer (aka Guru Mani ... )
- 1987 Jungle
- 1988 Guru Guru 88
- 1988 Live 72
- 1993 Shake Well
- 1995 Wah Wah
- 1996 Mask (limited edition)
- 1997 Moshi Moshi
- 1999 Live 98 (3 CD - set, also on 2 LP)
- 2000 2000 Gurus
- 2003 Essen 1970(live)
- 2005 In the Guru Lounge
- 2007 Wiesbaden 1972(live)
- 2008 PSY
- 2009 Live on tour 2008
- 2009 Wiesbaden 1973(live)
- 2011 Doublebind
- 2013 Electric Cats